# Ashley Juddová
Ashley Juddová, narozená jako Ashley Tyler Ciminella (* 19. dubna 1968 Los Angeles) je americká filmová a televizní herečka a politická aktivistka. Vyjma herecké profese se angažuje také v politice a v humanitární činnosti. Dvakrát byla nominována na ocenění Zlatý glóbus.
Její matkou je slavná countryová zpěvačka Naomi Judd, která se svou další dcerou, Wynonnou, tvořila velmi úspěšné duo The Judds.

## Život a kariéra
Do povědomí diváků se zapsala především ztvárněním žen v bezvýchodných situacích, většinou v kriminálkách či thrillerech. Mezi úspěšné filmy, ve kterých hrála patří: Nelítostný souboj (1995), Čas zabíjet (1996), Sběratel polibků (1997), Simon Birch (1998), Dvojí obvinění (1999), Jdi za svým srdcem (2000), Animální přitažlivost (2001), Těžký zločin (2002), Frida (2002), Imigranti (2009), Víla zuběnka (2010), Můj přítel delfín (2011), Divergence (2014) či Psí domov (2019). V roce 2017 si zahrála ve třetí řadě seriálu Městečko Twin Peaks.
V roce 2015 přiznala, že byla kdysi obětí sexuálního obtěžování. O dva roky později potvrdila, že predátorem byl hollywoodský filmový producent Harvey Weinstein; stala se tak jednou z mnoha známých hereček, které ho obvinily ze sexuálního obtěžování.

## Filmografie (výběr)

### Filmy
- 1993 – Ruby in Paradise
- 1995 – Nelítostný souboj
- 1995 – Smoke
- 1996 – Čas zabíjet
- 1997 – Sběratel polibků
- 1998 – Simon Birch
- 1999 – Dvojí obvinění
- 2000 – Jdi za svým srdcem
- 2001 – Animální přitažlivost
- 2002 – Frida
- 2002 – Těžký zločin
- 2004 – Klíč k vraždě
- 2004 – De-Lovely
- 2006 – Brouk
- 2009 – Imigranti
- 2009 – Helen
- 2010 – Víla zuběnka
- 2011 – Můj přítel delfín
- 2011 – Rande u přepážky
- 2013 – Pád bílého domu
- 2014 – Divergence
- 2014 – Můj přítel delfín 2
- 2015 – Rezistence
- 2016 – Barry
- 2016 – Šprti na tahu
- 2019 – Psí domov

### Seriály
- 1991 – Star Trek: Nová generace
- 2012 – Pohřešovaný
- 2017 – Městečko Twin Peaks